# 14歳までに見ておきたい50の映画
14歳までに見ておきたい50の映画（じゅうよんさいまでにみておきたいごじゅうのえいが、英語: The 50 films you should see by the age of 14）は、2005年にイギリスの英国映画協会（BFI）が発表した映画の一覧である。
書籍その他の芸術と同等に真摯に映画を取り扱うよう、親たちや教育者たちをインスパイアすることを目的に創設された。映画プロデューサー、教師、作家、批評家を含む70人以上の専門家に、それぞれのベストテン作成を依頼、それをもってつくられたリストである。
ほとんどの映画はイギリス以外で製作されたものであり、英語話者の子どもたちには英語字幕が必要である。
最も票を集めた作品は、2003年に第75回アカデミー賞長編アニメ映画賞を受賞した『千と千尋の神隠し』であった。

## トップ10
- 『オズの魔法使』 : 監督ヴィクター・フレミング、1939年
- 『自転車泥棒』 : 監督ヴィットリオ・デ・シーカ、1948年
- 『狩人の夜』 : 監督チャールズ・ロートン、1955年
- 『大人は判ってくれない』 : 監督フランソワ・トリュフォー、1959年
- 『ケス』 : 監督ケン・ローチ、1969年
- 『E.T.』 : 監督スティーヴン・スピルバーグ、1982年
- 『友だちのうちはどこ?』 : 監督アッバス・キアロスタミ、1987年
- 『トイ・ストーリー』 : 監督ジョン・ラセター、1995年
- 『ショー・ミー・ラヴ』 : 監督ルーカス・ムーディソン、1998年
- 『千と千尋の神隠し』 : 監督宮崎駿、2001年

## トップ11 - 50
- 『月世界旅行』 : 監督ジョルジュ・メリエス、1902年
- 『キッド』 : 監督チャーリー・チャップリン、1921年
- 『キング・コング』 : 監督メリアン・C・クーパー / アーネスト・B・シューザック、1933年
- 『マルクス一番乗り』 : 監督サム・ウッド、1937年
- 『白雪姫』 : 監督デイヴィッド・ハンド、1937年
- 『ロビンフッドの冒険』 : 監督マイケル・カーティス / ウィリアム・キーリー、1938年
- 『美女と野獣』: 監督ジャン・コクトー、1946年
- 『素晴らしき哉、人生!』 : 監督フランク・キャプラ、1946年
- 『オリヴァ・ツイスト』  : 監督デヴィッド・リーン、1948年
- 『雨に唄えば』 : 監督ジーン・ケリー / スタンリー・ドーネン、1952年
- 『ぼくの伯父さんの休暇』 : 監督ジャック・タチ、1953年
- 『大地のうた』 Pather Panchali : 監督サタジット・レイ、1955年
- 『赤い風船』 : 監督アルベール・ラモリス、1956年
- 『お熱いのがお好き』 : 監督ビリー・ワイルダー、1959年
- 『汚れなき瞳』 Whistle Down the Wind : 監督ブライアン・フォーブス、1961年
- 『アラバマ物語』 : 監督ロバート・マリガン、1962年
- 『アルゴ探検隊の大冒険』 : 監督ドン・チャフィ、1963年
- 『プレイタイム』 : 監督ジャック・タチ、1967年
- 『若草の祈り』 The Railway Children : 監督ライオネル・ジェフリーズ、1970年
- 『WALKABOUT 美しき冒険旅行』 Walkabout : 監督ニコラス・ローグ、1971年
- 『ミツバチのささやき』 : 監督ビクトル・エリセ、1973年
- 『スター・ウォーズ エピソード4/新たなる希望』 : 監督ジョージ・ルーカス、1977年
- 『レイダース/失われたアーク《聖櫃》』 : 監督スティーヴン・スピルバーグ、1981年
- 『アウトサイダー』 : 監督フランシス・フォード・コッポラ、1983年
- 『バック・トゥ・ザ・フューチャー』 : 監督ロバート・ゼメキス、1985年
- 『マイライフ・アズ・ア・ドッグ』 : 監督ラッセ・ハルストレム、1985年
- 『さよなら子供たち』 : 監督ルイ・マル、1987年
- 『プリンセス・ブライド・ストーリー』 : 監督ロブ・ライナー、1987年
- 『となりのトトロ』 : 監督宮崎駿、1988年
- 『シザーハンズ』 : 監督ティム・バートン、1990年
- 『美女と野獣』 : 監督ゲーリー・トゥルースデイル / カーク・ワイズ、1991年
- 『秘密の花園』  : 監督アニエスカ・ホランド、1993年
- 『白い風船』 : 監督ジャファール・パナヒ、1995年
- 『ロミオ+ジュリエット』 : 監督バズ・ラーマン、1996年
- 『キリクと魔女』 : 監督ミッシェル・オスロ、1998年
- 『リトル・ダンサー』 : 監督スティーヴン・ダルドリー、2000年
- 『ぼくの好きな先生』  : 監督ニコラ・フィリベール、2002年
- 『裸足の1500マイル』 : 監督フィリップ・ノイス、2002年
- 『クジラの島の少女』 : 監督ニキ・カーロ、2002年
- 『ファインディング・ニモ』 : 監督アンドリュー・スタントン / リー・アンクリッチ、2003年